# Isiolo
Isiolo är huvudort i distriktet Isiolo i provinsen Östprovinsen i Kenya. Staden ligger 285 kilometer norr om huvudstaden Nairobi. 1999 hade staden omkring 12 000 invånare, varav många ättlingar till före detta somaliska soldater som stred i Första Världskriget. Därefter har en stor folkökning skett och 2017 uppskattas befolkningen till ca 80 000 personer.

## Framtidsplaner
Kenyas regering har en långtidsplan för den ekonomiska utvecklingen i landet, Vision 2030. I den planen eller visionen finns en storskalig satsning på Isiolo. Idén är att staden skall bli ett turistcentrum med bland annat kasinon, hotell, affärer, en modern flygplats och andra transportslag.